# Untold Scandal
Pour plus de détails, voir Fiche technique et Distribution.
Untold Scandal ou Un scandale inavoué (hangeul : 스캔들 - 조선남녀상열지사 ; RR : Seukaendeul - Joseonnamnyeosangyeoljisa ; litt. « Scandale : l'histoire d'amour des hommes et des femmes dans la dynastie Joseon ») est un film historique sud-coréen co-écrit et réalisé par Lee Jae-yong, sorti en 2003.

## Synopsis
Fin de la dynastie Joseon.
Madame Jo est une femme noble et brillante menant une double vie trépidante : en apparence respectable et fidèle, soumise à son mari, elle s’adonne discrètement au libertinage. Son cousin, Monsieur Jo-won, rejette les conventions sociales de l’époque ; bien que noble et cultivé, il refuse tout poste au sein du gouvernement, préférant assouvir ses désirs hédonistes auprès des femmes.
Virtuoses de la séduction, les deux cousins sont secrètement épris l’un de l’autre depuis l’adolescence.
Un jour, Madame Jo demande à Jo-won de déflorer et d’engrosser la jeune et innocente So-ok, future concubine de son mari, pour se venger de ce dernier. Cependant, le libertin préfère conquérir la pudique et chaste Madame Jeong, veuve et dévote, réputée insensible et inatteignable.
Par défi, Madame Jo conclut un pari avec Jo-won : elle s’offrira à lui s’il lui apporte la preuve tangible de son succès auprès de Madame Jeong. Les deux cousins conspirent alors pour parvenir à leurs fins et contrecarrer les avancées de leur rival, dans un jeu dangereux où s’entremêlent amour et intrigue.

## Fiche technique
- Titre : Un scandale inavoué, Untold Scandal
- Titre original : 스캔들 - 조선남녀상열지사 (Seukaendeul - Joseonnamnyeosangyeoljisa)
- Réalisation : Lee Jae-yong
- Scénario : Kim Dae-woo (en), Kim Hyeon-jeong et Lee Jae-yong, d'après le roman Les Liaisons dangereuses de Pierre Choderlos de Laclos
- Photographie : Kim Byeong-il
- Montage : Kim Yang-il et Han Seung-ryong
- Musique : Lee Byeong-woo
- Production : Lee Yoo-jin et Oh Jeong-wan
- Société de production : Bom Films
- Société de distribution : CJ Entertainment
- Pays d'origine : Corée du Sud
- Langue originale : coréen
- Format : couleur - 2.35 : 1 - Dolby Digital - 35 mm
- Genre : historique
- Durée : 120 minutes
- Date de sortie : Corée du Sud : 2 octobre 2003
- Film interdit aux moins de 18 ans lors de sa sortie en France

## Distribution
- Bae Yong-jun (배용준) : Jo-won (Vicomte de Valmont), noble et libertin
- Lee Mi-sook (이미숙) : Madame Jo (Marquise de Merteuil), noble et libertine
- Na Han-il (나한일) : Monsieur Jo (Comte de Gercourt), dignitaire, époux de Madame Jo
- Jeon Do-yeon (전도연) : Madame Jeong (Présidente de Tourvel), femme noble, veuve et dévote
- Lee So-yeon (이소연) : Lee So-ok (Cécile de Volanges), fille vierge et innocente, future concubine de Monsieur Jo
- Jo Hyeon-jae (조현재) : Kwon In-ho (Chevalier Danceny), jeune noble épris de So-ok
- Lee Mi-ji : mère de So-ok (Madame de Volanges)
- Han Yi-bin : Eun-sil, servante de Madame Jeong
- Choi Ban-ya : Chu Wol-yi

## À noter
- Un scandale inavoué est une nouvelle adaptation du roman Les Liaisons dangereuses de Pierre Choderlos de Laclos.
- Parmi les adaptations les plus connues existent aussi Les Liaisons dangereuses 1960, film réalisé  en 1959 par Roger Vadim ; Les Liaisons dangereuses, réalisé en 1988 par Stephen Frears ; ainsi que Valmont, réalisé en 1988 par Miloš Forman.

Pour l'enseignant et essayiste Jean-Paul Brighelli, auteur d'une étude sur Les Liaisons dangereuses, Untold Scandal est « de loin » « la meilleure adaptation » cinématographique du roman de Laclos.

## Récompenses et distinctions

### Récompenses
- Blue Dragon Film Awards 2003 : Meilleur espoir masculin pour Bae Yong-jun
- Festival international du film de Busan 2003 : NETPAC Award
- Festival du film de Vérone 2004 :
  - Meilleure contribution artistique
  - Prix de la critique
- Festival international du film de Shanghai 2004 :
  - Meilleur réalisateur
  - Meilleure musique pour Lee Byeong-woo

### Nominations
- Festival du film de Vérone 2004 : Meilleur film
- Festival international du film de Shanghai 2004 : Meilleur film
- Chlotrudis Awards 2005 : Meilleur scénario adapté d'une œuvre existante